# Incêndio de Copenhague de 1728
 Coordenadas : minutos ou segundos > 60

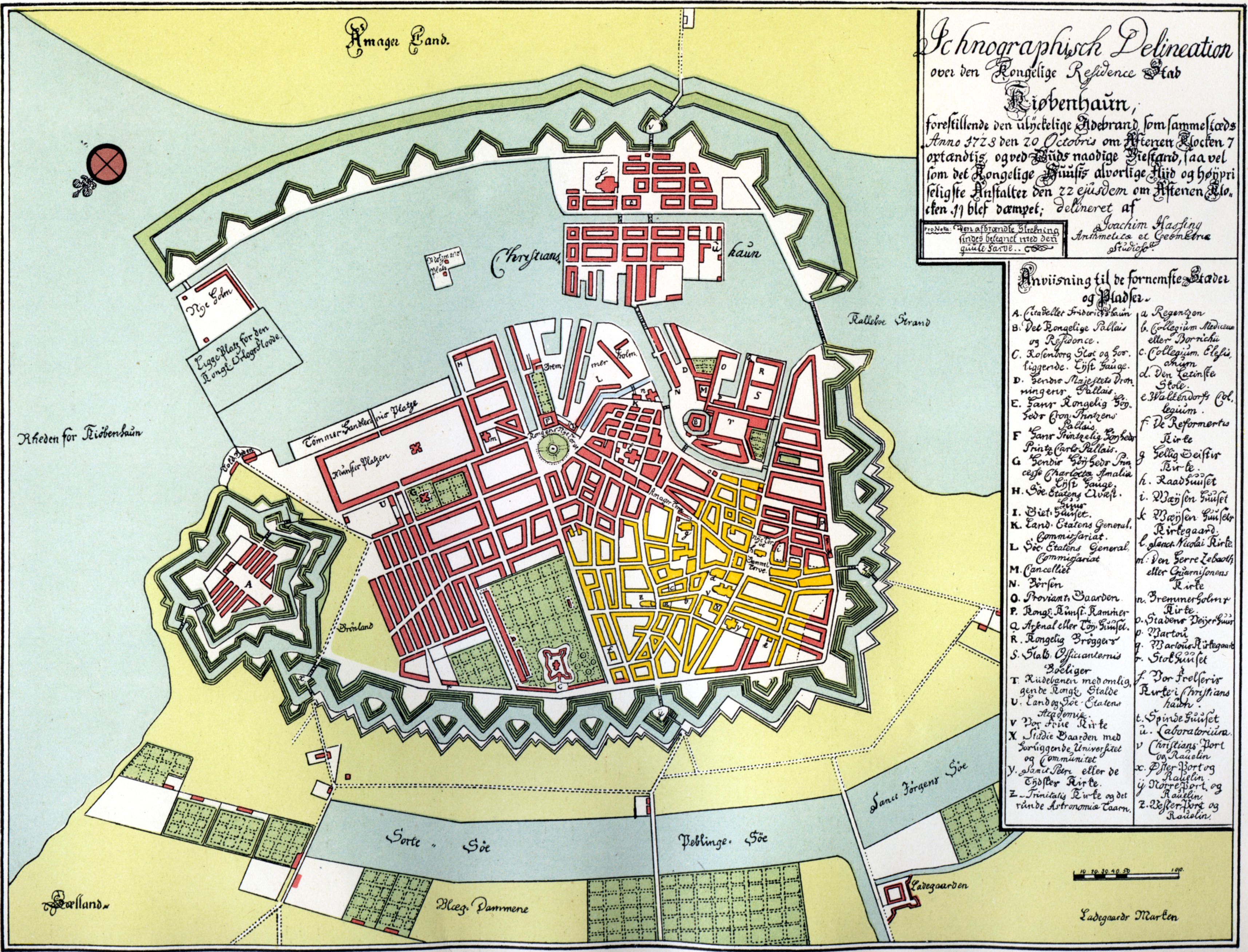
Os edifícios que se incendiaram aparecem em amarelo neste mapa de Copenhague em 1728, elaborado por Joachim Hassing.

O Incéndio de Copenhaga de 1728 (português europeu) ou Incêndio de Copenhague de 1728 (português brasileiro) foi o maior incêndio da história de Copenhague/Copenhaga, capital da Dinamarca. Iniciou-se na tarde do dia 20 de outubro de 1728 e durou até a manhã de 23 de outubro. Destruiu aproximadamente 28% da cidade (tomando como referência o número de lotes destruídos segundo o cadastro), deixou 20% da população sem moradia, e a reconstrução só foi concluída em 1737. Nada menos que 47% da parte da cidade que datava da Idade Média perdeu-se completamente, e junto com o incêndio de 1795, é a principal razão pela qual existem poucos vestígios da Copenhague medieval atualmente.
Ainda que o número de mortos e feridos tenha sido relativamente baixo em relação à magnitude do incêndio, as perdas culturais foram substanciais. Além de várias coleções privadas de livros, 35 000 textos incluindo um grande número de obras únicas em sua classe se perderam junto com a biblioteca da Universidade de Copenhague, e no observatório localizado no último piso da torre Rundetårn, alguns instrumentos e documentos de Tycho Brahe e Ole Rømer foram destruídos.

## Progresso

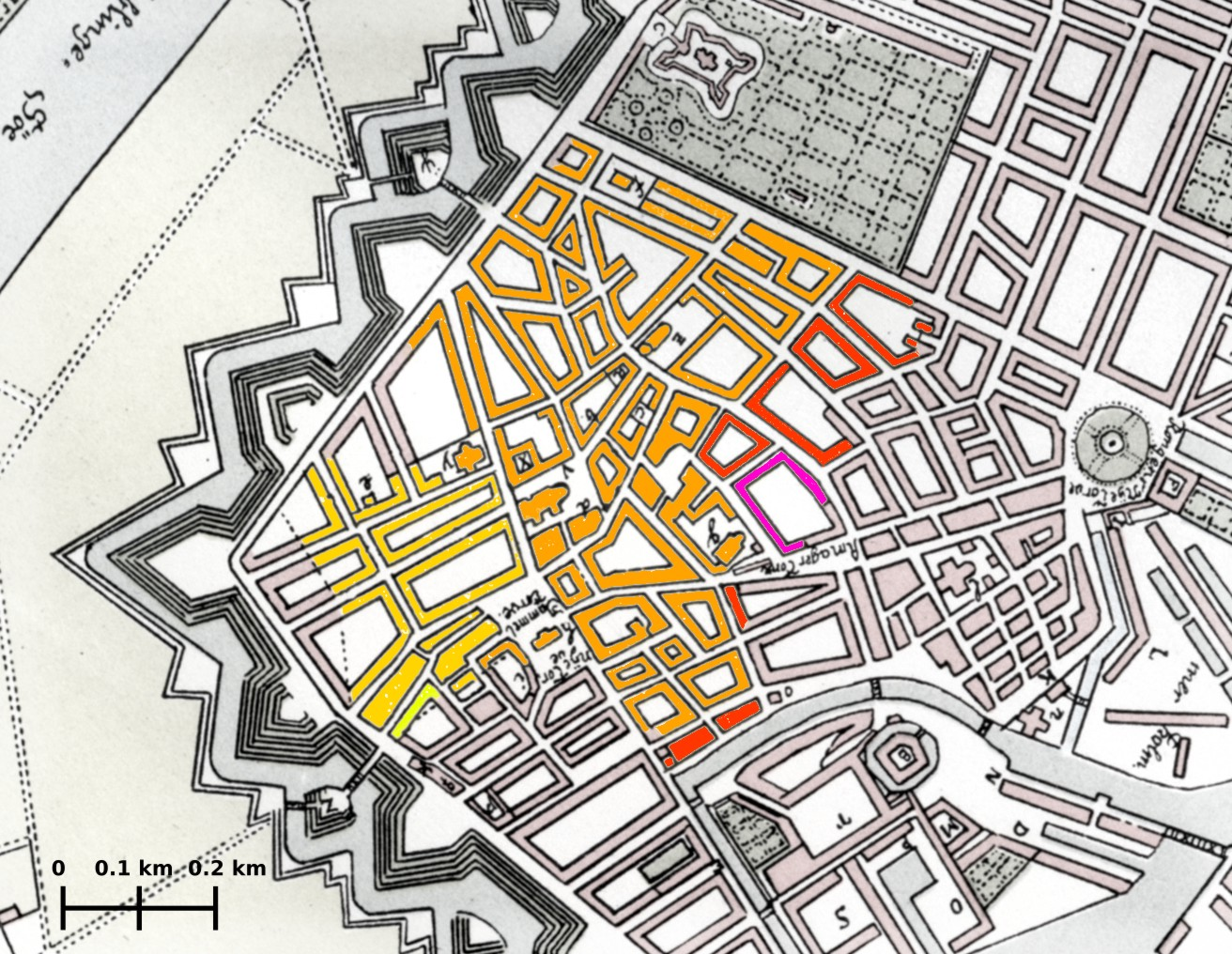
Seção do mapa de Joachim Hassing com código de cores para ilustrar o progresso aproximado do incêndio, mostrando a origem do fogo (amarelo claro), a área afetada a meia-noite de quarta-feira (amarelo escuro), a meia-noite de quinta-feira (alaranjado), a meia-noite de sexta-feira (vermelho) e no sábado (roxo).

### Quarta-feira (20)
Não se sabe a hora exata na qual o incêndio se iniciou. Várias fontes mencionam algo entre as 18h00 e as 20h00, sendo às 19h30min a estimativa mais aceita. Todavia, conhece-se o lugar exato onde originou-se o incêndio. Quase em frente à rua Vesterport ("a Porta do Oeste") localizava-se a Lille Sankt Clemens Stræde. Na esquina que defronta com a Vestervold, havia uma pequena casa no lote "Vester Kvarter 146" (segundo o cadastro de 1699), propriedade de Signe, viúva de Boye Hansen. O lote era semelhante ao que se encontra atualmente na esquina da Frederiksberggade ("o extremo oeste de Strøget") com a Rådhuspladsen. Entre os inquilinos da viúva estavam o encarregado de um restaurante, chamado Peder Rasmussen, e sua esposa, Anne Iversdatter. Foi ao segundo andar da casa do encarregado que se iniciou o incêndio. De acordo com as investigações realizadas depois do fogo totalmente extinto, tanto ele como sua esposa declararam que o seu filho de sete anos havia sido o responsável por iniciar o incêndio ao derrubar acidentalmente uma vela, mas é provável que o acidente tenha sido resultado de um descuido por parte dos pais ao utilizarem velas, e que culparam o seu filho para evitar uma punição.
Os vigilantes acionaram rapidamente o alarme, mas devido aos equipamentos relativamente ultrapassados do corpo de bombeiros, ao facto de as ruas de Vester Kvarter serem demasiadamente estreitas para as bombas de água, às disposições extrínsecas dos que combateram o fogo, e a uma série de eventos infelizes, a luta foi quase desesperada. O vento soprava do sudoeste nessa tarde, o que alastrou o fogo rumo a Lille Sankt Clemens Stræde, Store Sankt Clemens Stræde, Vombadstuestræde, Antiquitetsstræde e Hellig-Kors Stræde. Por volta das 21h00 a rua principal de Vestergade estava a arder de ambos os lados. De um lado ao outro o fogo propagava-se junto da Store Lars Bjørns Stræde, Lille Lars Bjørns Stræde e Studiestræde.[carece de fontes?]
Mais tarde, à noite, o incêndio chegou à Sankt Peders Stræde, onde o dormitório do Valkendorfs Kollegium (lote "Nørre Kvarter 122"), o dormitório escolar mais antigo da Dinamarca, foi envolvido pelas chamas. O professor Peder Horrebow, que vivia no dormitório, perdeu a maior parte de seus pertences. Presumivelmente ao mesmo tempo, o incêndio chegou também à casa do professor Hans Steenbuch em Studiestræde (lote "Nørre Kvarter 60"). Por volta da meia-noite, o incêndio chegou à residência do sacerdote da igreja de Sankt Petri Kirke.[carece de fontes?]
Em Nørregade, outro incêndio começou numa cervejaria, na noite da quarta-feira, possivelmente entre as 22h00 e as 23h00. Pouco antes do início deste, o incêndio original havia chegado à Gammeltorv, onde a população lutou para apagar o fogo. Por essa razão, a ajuda foi enviada mais tarde para enfrentar o novo incêndio. Por volta da meia-noite, o vento mudou de direção rumo ao oeste, e a situação em Nørregade tornou-se crítica, já que o incêndio dirigiu-se para a rua ao longo de uma ampla frente. A princípio a população buscou manter o incêndio no lado oeste da Nørregade, mas este estendeu-se de todas as formas para o lado leste durante a noite. Simultaneamente, o incêndio dirigiu-se da atual Nørre Voldgade para a Nørreport (Porta Norte).[carece de fontes?]

### Quinta-feira (21)
Na quinta-feira pela manhã, foi feito em Gammeltorv uma última tentativa desesperada para evitar que o fogo se propagasse. Às casas que já estavam quimando foram disparados tiros de canhões para a extinção do fogo. Como isso não funcionou, foi dada a ordem de cobrir as casas com cargas de pólvora negra. A primeira demolição foi a do edifício onde se encontrava uma adega de vinhos conhecida como "Blasen" na esquina da Vestergade com a Nørregade, mas esta perigosa empreitada fracassou por que a pólvora explodiu quando os homens estavam transportando-as. Enquanto o edifício desmoronava, algumas pessoas morreram ou ficaram feridas, e a explosão incendiou os edifícios circunvizinhos, inclusive a igreja Vor Frue Kirke (de Nossa Senhora, que é a Catedral de Copenhague). Por volta das 9h30 a agulha da igreja havia caído na rua, e pouco tempo depois o templo inteiro se encontrou envolto por chamas; os pertences pessoais que a população havia levado à igreja para protegê-los do incêndio se perderam.[carece de fontes?]

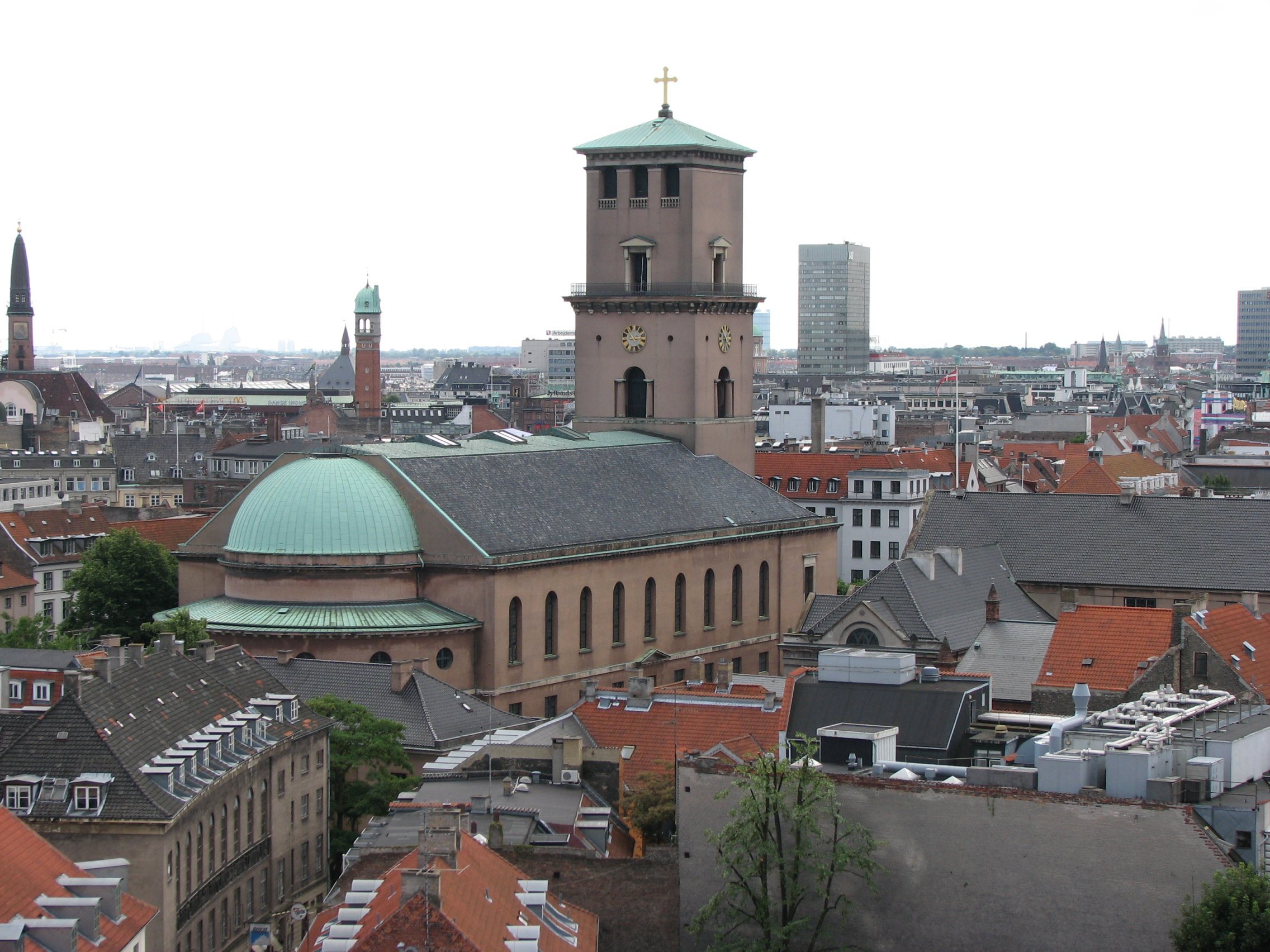
A Igreja de Nossa Senhora (Vor Frue Kirke) atualmente vista a partir de Rundetårn.

Em Nørregade, o incêndio chegou à Sankt Petri Kirke por volta das 8h00. Por volta das 9h00, as chamas alcançaram a residência do bispo Christen Worm (lote "Nørre Kvarter 112"), que queimou completamente. Dos pertences do bispo, que estava viajando, somente se salvaram três livros de orações e a roupa que havia levado em sua viagem.
Em Nytorv, o fogo consumiu Det Kongelige Vajsenhus ("O Orfanato Real", atualmente o sítio da Corte do Distrito de Copenhague). A Câmara Municipal de Copenhague —nessa época então localizada entre Nytorv e Gammeltorv— se encontrou nesse momento em perigo. Por volta das 10h00, as chamas haviam tomado o imóvel e logo ele juntou-se à lista de edifícios perdidos. De Gammeltorv o inferno caminhou para Klædeboderne, Skindergade, Skoubogade e Vimmelskaftet, dirigindo-se até Amagertorv, enquanto que de Nytorv o fogo dirigiu-se para Rådhusstræde, onde ganhou força, até o Canal de Frederiksholms e Slotsholmen.[carece de fontes?]
Novos incêndios foram relatados: a casa do Conde Adam Christoffer Knuth em Pustervig, um armazém na Købmagergade ("Rua do Mercado") e um palheiro em Nørreport se encontraram envolto por chamas; este último provavelmente foi atingido por brasas transportadas pelo vento.
Quando o fogo consumiu Vor Frue Kirke, perdeu-se seguidamente os edifícios da Universidade de Copenhague. Perderam-se o Kommunitetsbygningen ("Prédio da Comunidade"), que servia de apoio aos estudantes, dando-lhes refeições gratuitas; o edifício principal da Universidade (Studiegården ou "O Jardim de Estúdio"), localizado no mesmo local que o atual edifício principal; o prédio da Anatomia (Domus Anatomica) e o Teatro da Anatomia (Theatrum Anatomicum). O professor Hans Steenbuch buscou refúgio na casa do professor Hans Gram, onde as posses de ambos encontraram abrigo temporário. Mas o incêndio também chegou à casa de Gram, que se localizava na rua Vor Frue Kirke (lote "Klædebo Kvarter 245"), e não houve tempo suficiente para salvar os pertences de Steenbuch, ainda que Gram resgatou a maior parte dos seus. Junto com Kannikestræde, uma por uma as casas dos professores da Universidade de Copenhague queimaram com o fogo. Muitos outros quartos de estudantes se perderam, mas, localizada na Købmagergade, uma ala de prédios foi salva, inclusive a igreja Regenskirken.[carece de fontes?]

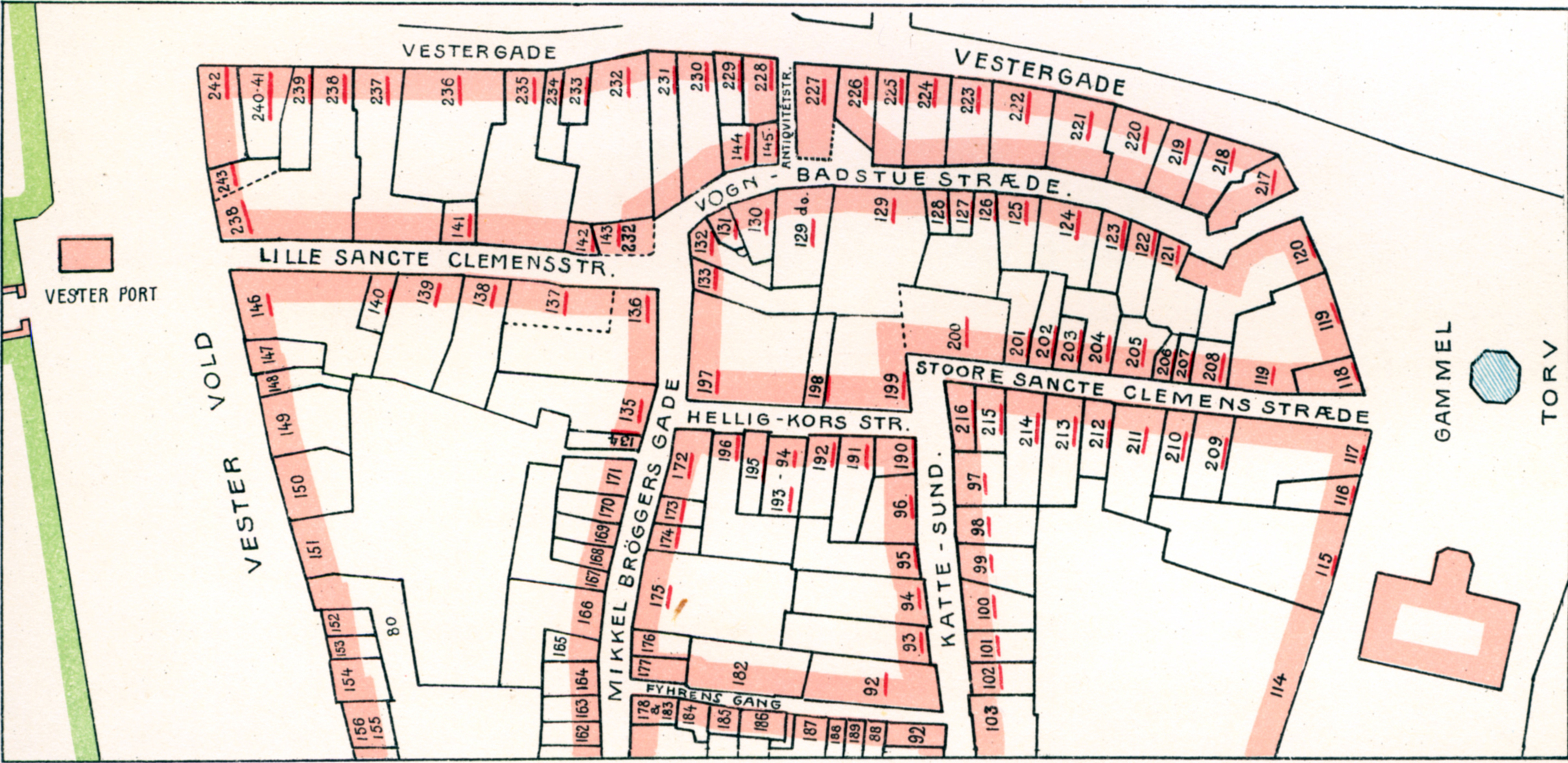
Mapa da Vester Kvarter da zona onde o incêndio se iniciou, com os números de lotes do catastro de 1699. Os números dos lotes danificados durante o incêndio estão sublinhados em vermelho.

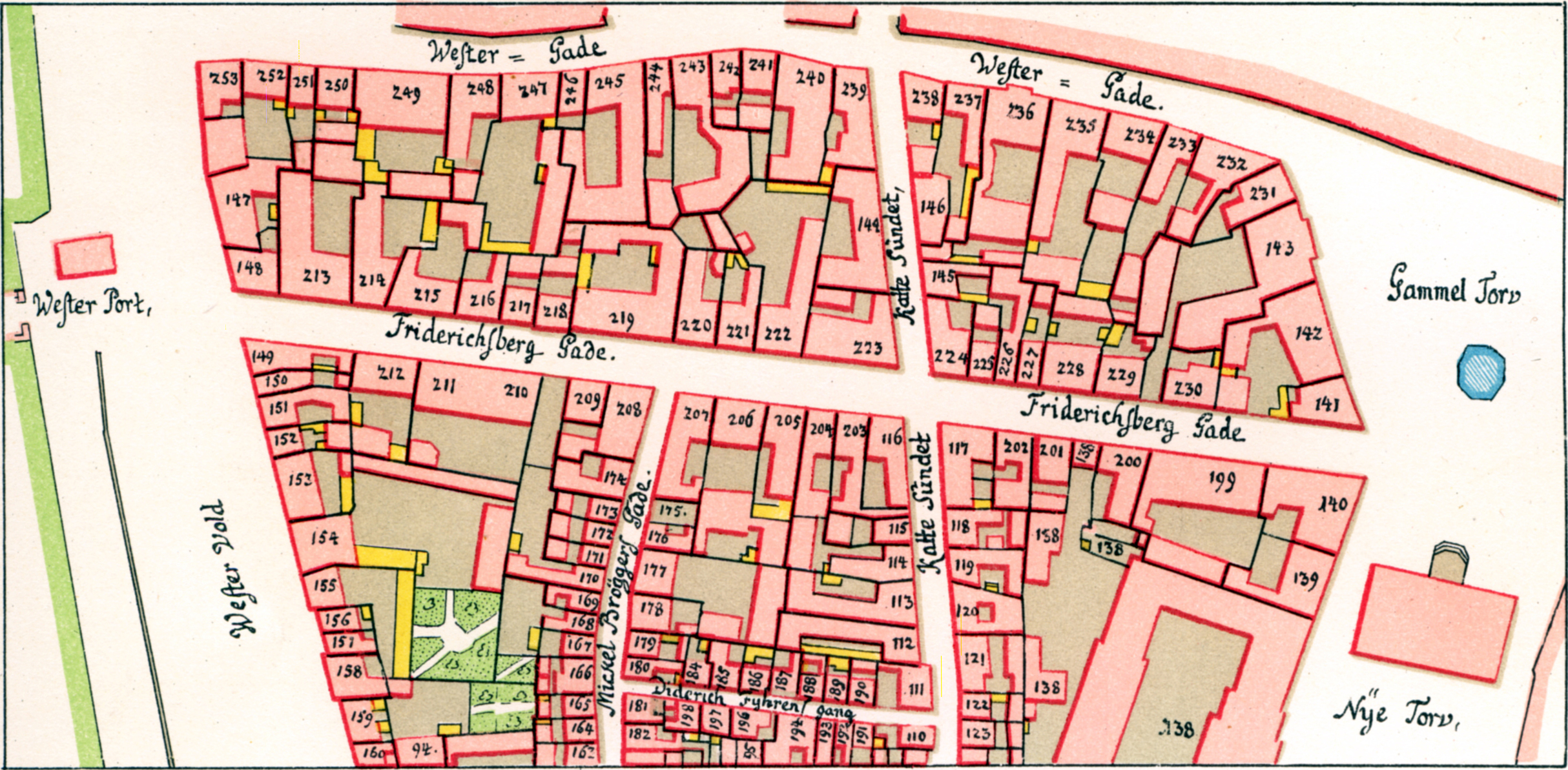
Mapa do mesmo autor que mostra a zona depois do incêndio e a reconstrução da cidade. Compare-o com o mapa acima.

O imóvel notável prejudicado a seguir pelo incêndio foi a igreja Trinitatis Kirke, que sediava a Biblioteca da Universidade em seu sótão. As chamas tomaram conta do templo por volta das 17h00, e quando o teto cedeu por volta das 22h00, o acervo inteiro da biblioteca se viu envolto em chamas. A torre Rundetårn permaneceu em sua maior parte intacta, mas o observatório no último andar se incendiou.
De Gammeltorv, o fogo se expandiu até a Ulfeldts Plads (atual Gråbrødretorv), por volta de 16h00. O monumento que desonrava o traidor Corfitz Ulfeldt perdeu várias letras com o calor. Poucas horas depois, o incêndio cercou a igreja Helligåndskirken e às 20h00 seus carrilhões soaram como ocorria a cada meia hora —tocando Vreden din afvend, herre Gud, af Naade (Converta tua ira, Senhor, em misericórdia) de Thomas Kingo— justamente antes de sucumbirem ao fogo que estava sob os mesmos.
Da igreja Trinitatis, o incêndio dirigiu-se à Landemærket e Gothersgade. Ali, o incêndio se encontrou com o outro veio de fogo que destruía o que atualmente é a Nørre Voldgade. Por volta da meia-noite, a igreja Reformert Kirke estava ardendo. O único lugar na cidade onde havia certo controle sobre o incêndio era na zona de Vandkunsten.

### Sexta-feira (22)
Na manhã de sexta-feira o vento mudou novamente de direção, passando a soprar para o norte. A luta contra o fogo finalmente começava a mostrar certa organização, e prosseguiram as tentativas para apagar o incêndio na zona de Magstreade. No entanto, estas fracassaram quando o incêndio tomou a fábrica de sabonetes em Magstreade por volta do meio-dia. O vento passou a soprar ao noroeste e o combate ao incêndio se concentrou em Nybrogade, Naboløs e Gammel Strand via Snaregade. Todavia, Nybrogade não pode ser salva.[carece de fontes?]
Mais ao leste, o fogo avançou para o sul, na Klareboderne e Montergade. O Hospital Poul Fechtels em Montergade foi cercado pelo fogo com alguns pacientes ainda no seu interior. Próximo dali, o professor Ludvig Holberg deixou sua casa na Købmagergade (lote "Købmager Kvarter 18"). Por volta da meia-noite, o incêndio se encontrava perto de Silkegade e Store Regnegade.[carece de fontes?]

### Sábado (23)
Durante a noite, o vento deixou de soprar e se deteve a marcha do fogo. 36 domicílios foram selecionados para serem demolidos a fim de criar uma espécie de clareira urbana, que deteve o incêndio na esquina da Store Regnegade com a Gothersgade. Mais para o oeste, Amagertorv e a igreja Sankt Nicolai Kirke foram ameaçadas, mas o fogo foi detido perto de Amagertorv, onde somente as três casas mais ao norte (lotes 8, 10 e 11 de "Frimands Kvarter") se perderam.[carece de fontes?]
Em Magstræde, o incêndio na fábrica de sabonetes seguia sendo uma ameaça. O fogo fez o seu caminho através da Snaregade. No final da Snaregade estava na casa (lote "Snarens Kvarter 2") do vice-prefeito, Christian Berregaard, que a população tentava salvar. Para salvar o imóvel, as casas vizinhas foram demolidas, e as que estavam no lado oposto da rua foram cobertas com pólvora negra. No entanto, o resultado não foi muito melhor que na tentativa anterior na adega de vinho. A pólvora explodiu antes, a população teve que correr para salvar sua vida e a casa do vice-prefeito incendiou-se completamente. Todavia, depois da tentativa mal sucedida para salvar a casa, foi evitada a expansão ainda maior do incêndio.[carece de fontes?]
Junto com a interpretação cristã do dia, a diminuição do incêndio durante o sábado foi vista como resultado da intervenção divina. Para agradecer a Deus, o rei Cristiano VI da Dinamarca declarou o dia 23 de outubro como novo dia festivo anual em 1731, no qual cada igreja de Copenhague deveria celebrar uma cerimônia de ação de graças. Este feriado foi abolido em 1770.[carece de fontes?]

## Perdas e consequências

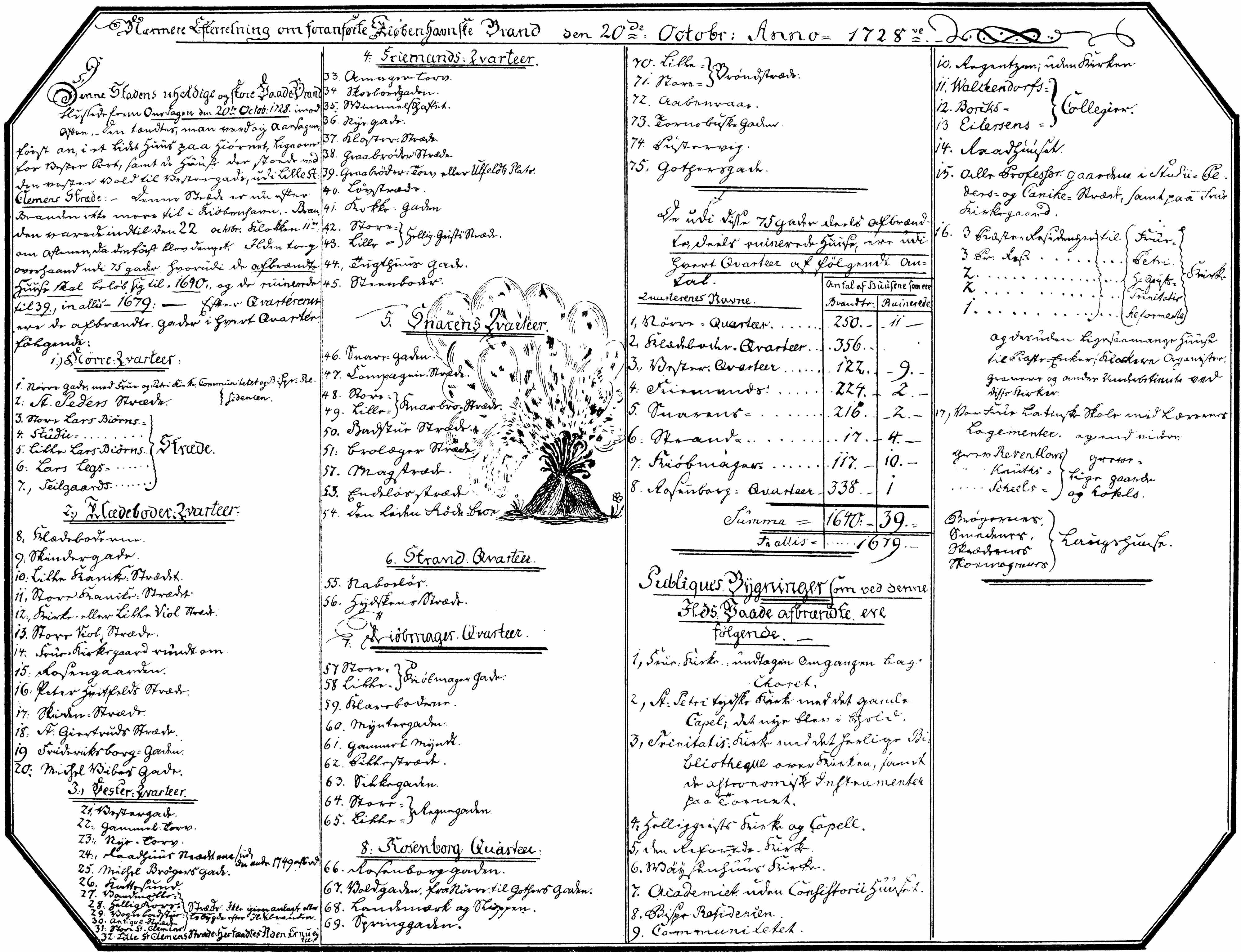
Velhas estatísticas anexas ao reverso do mapa de Joachim Hassing, de acordo aos quais 1640 casas incendiaram-se e outras 39 ficaram danificadas. Os números provavelmente são um pouco mais elevados que os valores reais.

As perdas materiais do incêndio podem ser contabilizadas com relativa precisão, já que realizaram-se investigações detalhadas imediatamente depois do término da catástrofe. O cartógrafo da cidade, Søren Balle, apresentou o primeiro relatório em 1 de novembro de 1728, e em 13 de abril de 1729 o Magistrado de Copenhague concluiu o segundo, realizado de acordo com uma petição real de 12 de dezembro de 1728. As diferenças entre ambas se limitaram à extensão dos danos em 43 lotes, sendo assim que é bastante seguro que 1227 lotes que continham cerca de 1600 edifícios foram destruídos. Toda Copenhague consistia de cerca de 4500 lotes (segundo o cadastro de 1699), sendo que uns 28% destes se perderam. Para a parte medieval da cidade a proporção é de 47%.
O magistrado também fez uma investigação das partes separadas da cidade nas quais aproximadamente 8 749 antigos moradores das zonas afetadas pelo incêndio haviam encontrado um novo lar. Estima-se que até 15 000 habitantes ficaram desabrigados. Isto era cerca de 20% da população, que era estimada em 70 000. Entretanto, o número de mortos e feridos é desconhecido. É possível deduzir certa informação a partir dos registros paroquiais e outras fontes, mas as cifras permanecem incertas. Contudo, provavelmente é baixo em comparação à magnitude do incêndio.
Embora que as perdas humanas e materiais foram importantes, a perda cultural ainda se percebe hoje em dia. A biblioteca da Universidade de Copenhague foi sem dúvida a maior e mais frequentemente mencionada delas. Cerca de 35 000 textos e um grande arquivo de documentos históricos desapareceram com o fogo. Obras originais dos historiadores Hans Svaning, Anders Sørensen Vedel, Niels Krag e Arild Huitfeldt e dos cientistas Olaus Wormius, Ole Rømer, Tycho Brahe e os irmãos Hans e Caspar Bartholin se perderam. Atlas Danicus de Hansen Resen e o arquivo da Diocese da Zelândia também foram destruídos. O arquivo da diocese foi movido para a biblioteca da universidade no mesmo dia em que o incêndio começou.[carece de fontes?]
Muitas outras coleções de livros também perderam-se. O professor Mathias Anchersen cometeu o erro de resguardar seus bens na igreja Trinitatis. Árni Magnússon perdeu todos os seus livros, notas e registros, mas conseguiu resgatar sua valiosa coleção de manuscritos islandeses. No Borchs Kollegium, 3 150 volumes foram queimados junto com seu Museum Rarirorum que continha coleções de excentricidades zoológicas e botânicas. O observatório incendiado em Rundetårn continha instrumentos e documentos de Tycho Brahe e Ole Rømer. Os professores Horrebow, Steenbuch e os dois Bartholin perderam praticamente tudo. Finalmente, uma grande parte do arquivo da cidade se incendiou junto com o edifício da câmara municipal.[carece de fontes?]
| “ | Na biblioteca na parte superior da igreja Trinitatis havia muitas coisas que o mundo já não possui; o dano não pode ser remediado. | ” |

Quando iniciou-se a reconstrução da capital dinamarquesa, foram introduzidas várias mudanças. Foi designada uma comissão para regular a construção das ruas. Depois de algumas inspeções realizadas entre as ruínas, esta comissão sugeriu a construção de ruas principais que mediam de 12 a 15 metros de largura e que nenhuma das casas do entorno tivessem muros com enxaimel.[carece de fontes?]
Esta recomendação não foi seguida na reconstrução. Embora as casas com enxaimel foram proibidas a princípio, a proibição foi suspensa em 1731, já que as casas de alvenaria eram muito mais caras. A Copenhague medieval, todavia, mudou permanentemente quando a reconstrução foi concluída em 1737. As ruas e vielas já não seguiam os traços originais e algumas até deixaram de existir.[carece de fontes?]